# Магава
Магава — гамбийская хомяковая крыса, которая работала миноискателем в Камбодже на неправительственную организацию APOPO. Магава был наиболее успешной крысой-миноискателем в истории организации и получил золотую медаль PDSA в 2020 году.

## Биография
Магава родился в ноябре 2013 года в главном управлении организации APOPO в Сельскохозяйственном университете Сокойне в Морогоро, Танзания. После того как он обучился находить мины по запаху, он был перевезён в Сиемреап, Камбоджа и в 2016 году начал работу.
С 2016 по 2021 год Магава проверил более 22,5 гектаров земли в Камбодже и обнаружил 71 мину и 38 других неразорвавшихся боеприпасов. Магава был обучен обнаруживать тротил во взрывчатых веществах, что позволяло ему не обращать внимания на металлолом, который мог бы сбить с толку металлоискатели. Он мог искать наземные мины намного быстрее, чем люди, благодаря своему исключительному обонянию и небольшому весу, что не позволяло ему взорваться минах. 25 сентября 2020 он получил золотую медаль PDSA за свою работу и стал первой крысой, получившей награду. На момент получения награды Магава был наиболее успешной крысой-миноискателем в истории организации APOPO.
Магава закончил работать миноискателем в июне 2021 года в связи с преклонным возрастом. Несколько недель он помогал обучать молодых крыс-миноискателей, после чего окончательно ушёл на покой. В январе 2022 года Магава умер.